# Hungaria (Liszt, szimfonikus költemény)

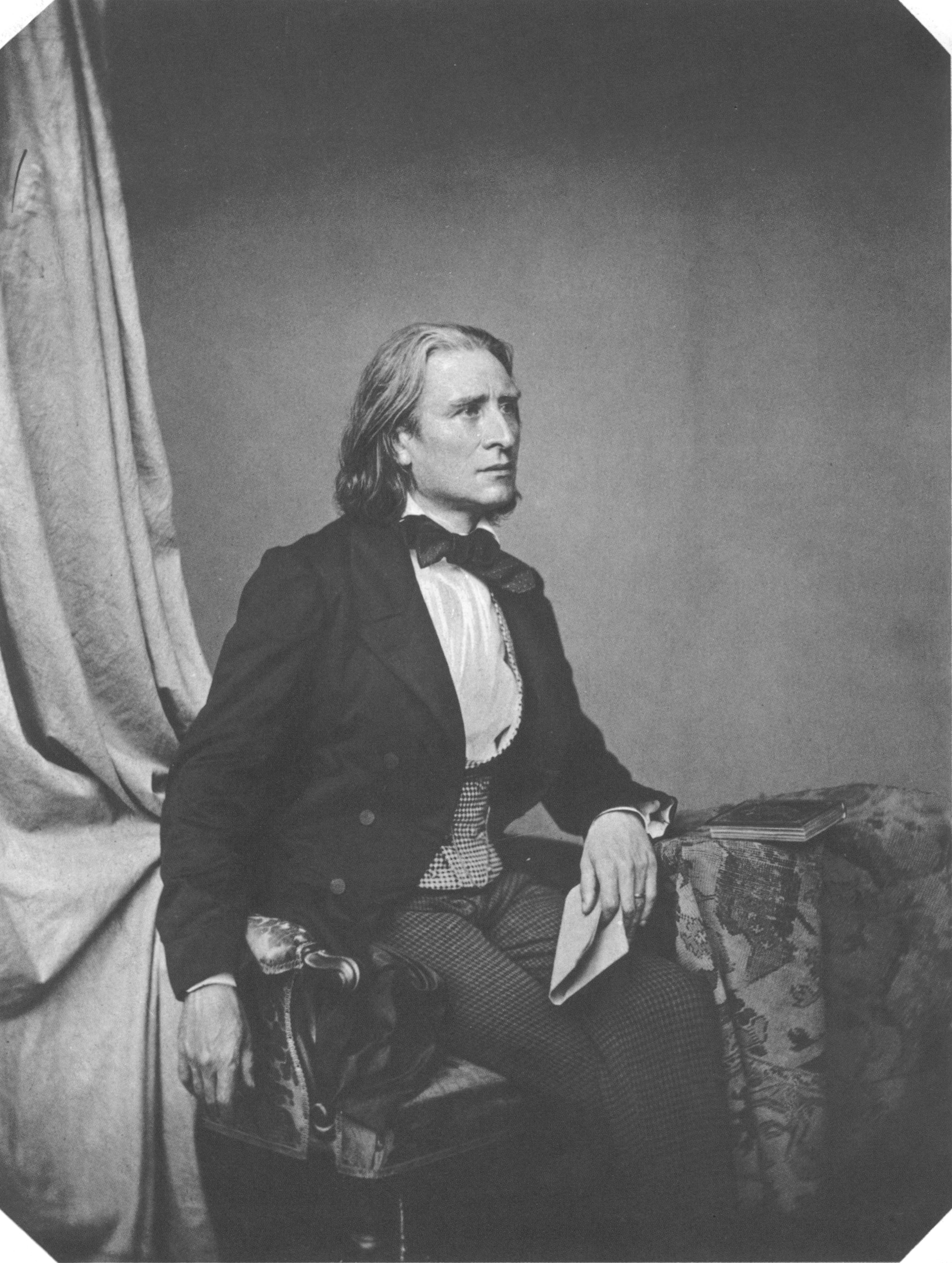
Liszt Ferenc, nagyjából a bemutató idején

A Hungaria Liszt Ferenc kilencedik szimfonikus költeménye (S.103). Egy 1840-ben keletkezett zongoradarab volt az előzménye, a végleges zenekari változat 1854-re készült el. Két év múlva, 1856-ban volt a bemutatója Pesten.

## A mű születése
Liszt 1840-ben, magyarországi látogatása után írt egy Heroisher Marsch im ungarischen Styl című zongoradarabot. Vörösmarty Mihály a pesti hangversenyek hatása alatt megírta Liszt Ferenchez című ódáját, amely 1841. január 3-án jelent meg az Athenaeumban. Liszt erről csak késve értesült, és csak 1843-ban köszönte meg egy német nyelvű levélben. Liszt a verset 1846. május 6–án, a Pesti Körben, a tiszteletére rendezett banketten hallotta először, Egressy Gábor előadásában. A Hősi induló szimfonikus átdolgozásának gondolata – újabb köszönetként –  ekkor merült fel benne. Az első partitúravázlatokkal 1848-ban készült el, de jó szokásához hűen folyamatosan dolgozott rajta, így csak 1854-ben fejezte be. Folytatást is tervezett hozzá, mégpedig a Himnusz témájára, de ez nem valósult meg (később, 1872-ben azért tényleg írt egy zenekari darabot és egy átdolgozást zongorára, Szózat és Himnusz címmel).
A szimfonikus költemény partitúrája 1857-ben jelent meg nyomtatásban a lipcsei Breitkopf und Härtel kiadónál, Wittgenstein hercegnőnek szóló ajánlással.
A Hungariát 1856. szeptember 8-án mutatták be a Nemzeti Színházban, Liszt vezényletével (a Les Préludes, a Beethoven Athén romjai nyomán készült Capricciója mellett, de volt még pár másik műsorszám is). Az ősbemutató hatalmas sikerrel zárult. A Hölgyfutár című lap ezt írta 1856. szeptember 10-i számában: „[…] a mai akadémia nem Liszt, az ünnepelt zongorakirály hangversenye volt, hanem Liszté, a lángeszű zeneköltőé. […] fogadtatása – midőn a karnagyi polcon megjelent – igen zajos volt, mely symphoniája után valódi lelkesedéssé emelkedett. Harsogó, hosszas taps, éljenek, virágkoszorúk, üdvözlő versek köszöntötték a nagy zenészt. […] Az akadémiát Hungaria című symphoniája rekeszté be. Ez is egész új modorú zeneteremtmény. Benne nagy szépségek vannak, melyeknek nem csak teremtése, de kivitele is nagy erőt igényel. A magyaros elemek azonban leplezetten tűnnek föl benne. A színházban annyi ember volt, amennyi beférhetett. […] A közönség hosszas taps között búcsúzott el a nagy zenésztől, ki 1842-ben zongorázási rendkívüli tehetségét, s most zeneköltői lángeszét véste honfitársai emlékébe.”

## A zene
Lisztnek ez a szimfonikus költeménye nem művészeti alkotás nyomán keletkezett. Programja sincs, hacsak a zenébe ültetett tartalmat nem tekintjük, amely igazi liszti: gyász, küzdelem és győzelem.
Zenei anyaga többrétegű, elsősorban magyaros elemeket tartalmaz, már amit Liszt annak idején magyarosnak ismert meg a népies műdalokból, a verbunkosokból és a cigányzenekarok játékából. A darab formája sajátos: Liszt különböző hosszúságú szakaszokból, mozaikszerűen építi fel a szimfonikus költeményt. Nagyon kisszámú témából építkezik, ezekkel azonban – folytonosan változó formában – vissza-visszatér, és a módosításokkal egészen eltérő karaktereket ad számukra. Hangszerelése mesteri, alaphangneme d-moll, illetve D-dúr. Végig páros ütemű, a 2/4 időnként 4/4-be vált.
Egytételes zenemű, amely egészen a kódáig (599–682. ütem) lényegében egyetlen témából építkezik, ezen kívül hangsúlyos szerepet kap még a fanfár-riadó motívuma. A darab végére, a 600. ütemtől, Liszt 8. rapszódiájának egyik magyar dallamát illesztette, ezzel fejezte ki a diadalmat ünneplő népünnepélyt. A Hungaria az a magyaros karakterű darabja Lisztnek, amelyben ettől az egy idézettől eltekintve nem volt szüksége „kölcsönvett” dallamokra, a szimfonikus költemény saját tematikára épül, Liszt ekkor már mintegy „érezte” a magyaros stílust. Gárdonyi Zoltán, a neves Liszt-kutató szerint „…a Hungaria eszmei tartalmának a tanúsága szerint Liszt magyar stílusa olyan zenei nyelvvé fejlődött, amelyik alkalmassá lett nem csupán a nemzeti különlegességek, hanem egyetemleges emberi eszmék kifejezésére is”.
A hangszerelés: piccolo, két fuvola, két oboa, angolkürt, két klarinét, két fagott, négy kürt, három trombita, két tenorharsona, basszusharsona, tuba, három üstdob, triangulum, kisdob, cintányér, nagydob, tamtam, vonósok.
A darab meglehetősen hosszúra sikeredett, ezért már maga Liszt is javasolt rövidítéseket az előadásához. Egy Ferencsik János vezényelte hangfelvételen például száznál is több ütemet kihagytak (289–396. ütem). A Külső hivatkozásokban szereplő Joó Árpád-féle felvétel 22 perc hosszú.
Liszt a szimfonikus költeményből zongoraátiratokat is készített, két (S.511e) és négy kézre (S.596), valamint két zongorára (S.643).